# Anuvong

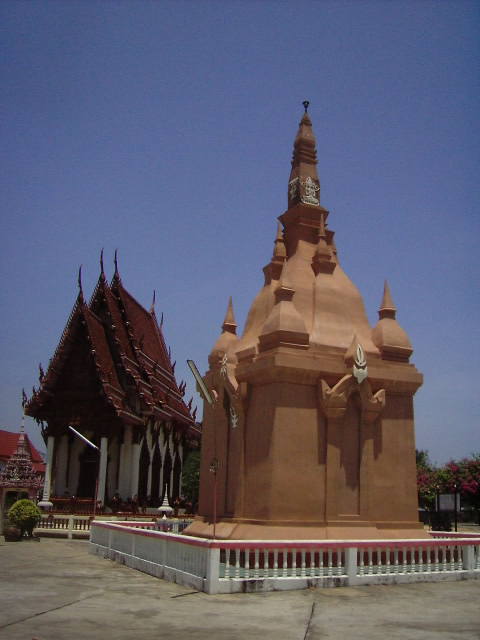
Denkmal (Chedi) in Yasothon, Thailand, aus Anlass des Sieges 1827

Anuvong (Anurutha, auch Anu oder Anou, voller Thronname Somdet Paramanadha Parama Bupati Somdet Brhat Pen Chao Singhadhamuraja, Somdet Brhat Parama Bupati Brhat Maha Kashatriya Khatiya Adipati Jayasethha Jatikasuriya Varman, Angga Penh Brhat Yulumanaya Maha Negara Chandrapuri Sri Sadhana Kanayudha Visudhirattana Rajadhanapuri Rama Lan Chang Krum Klao; * 1767 in Vientiane; † 26. Januar 1829 in Bangkok) war zwischen 1805 und 1828 König des laotischen Königreiches Vientiane. Er war der letzte König von Vientiane. Sein Herrschaftsgebiet wurde von den Siamesen okkupiert, nachdem Anuvong 1827 vergeblich gegen die siamesische Oberherrschaft rebelliert und den Isan zu erobern versucht hatte.

## Leben
Anuvong wurde 1767 in Vientiane geboren, dem Jahr der völligen Zerstörung der siamesischen Hauptstadt Ayutthaya durch die Birmanen; er war der vierte Sohn von König Bunsan und wurde im Königspalast ausgebildet. 1779 kam er, wie viele andere Mitglieder der Familie des Königs, als Geisel nach Bangkok und blieb dort bis 1795. Er diente loyal in der siamesischen Armee und zeichnete sich bei den Kämpfen gegen Ava aus. Am 2. Februar 1795 ernannte ihn der siamesische König Rama I. zum Upayuvaraj („zweiter König“) von Vientiane.
Als sein älterer Bruder Inthavong am 7. Februar 1805 starb, folgte Anuvong ihm in der Thronfolge nach. 1813 ließ Anuvong ein buddhistisches Konzil zusammentreten, das die Tripitaka revidieren und bereinigen sollte. 1821 wurde Anuvongs Sohn Yo Herrscher im benachbarten Königreich Champasak. Dies war ein Zugeständnis Siams an Anuvong, der eine wichtige Rolle bei der Niederschlagung der aufständischen kha (indigene austroasiatische Ethnien) in Champassak und Ubon Ratchathani gespielt hatte.
Folgenschwer war seine Fehleinschätzung, dass die in Birma siegreichen Briten nun auch gegen Bangkok vorgehen würden. Er marschierte im Februar 1827 in den Nordosten von Siam ein, wurde zurückgeschlagen und musste seine Hauptstadt aufgeben. Über Mahaxay und Kung Kaeo ging er nach Vinh in Annam, wo ihm die Vietnamesen Zuflucht gewährten. Am 1. August 1828 kehrte er unter dem Schutz vietnamesischer Truppen nach Vientiane zurück, vernichtete die siamesische Garnison und versuchte, nach Bangkok zu marschieren. Die siamesische Armee hatte jedoch kurz vorher Waffen aus den USA erhalten, die den Streitkräften bei der Gegenwehr halfen. Anuvong ließ seine Hauptstadt Vientiane räumen, nachdem sein General Chao Raja Varman am 19. Oktober von den Siamesen bei Khorat geschlagen worden war.
Am 19. Dezember wurde Anuvong bei Mueang Phong gefangen genommen, abgesetzt und triumphal nach Bangkok überstellt. Dort wurde er auf vielerlei Arten gefoltert: man nahm ihm mit glühendem Eisen das Augenlicht und stellte ihn öffentlich in einem Käfig aus. Er erhielt weder Wasser noch Brot. Am 26. Januar 1829 starb er zusammen mit seiner Frau, Königin Kamphong, und seinen drei Söhnen. Der Missionar Jacob Tomlin legte über diese Zeit einen Augenzeugenbericht vor. Er schreibt:

„Ging diesen Morgen, um den König von Laos und seine Familie zu sehen, die kürzlich als gefangen und in Ketten hierher gebracht wurden, und während der letzten vierzehn Tage in einem eisernen Käfig öffentlich zur Schau gestellt worden sind! Die Nachricht ihrer Gefangennahme und schließlichen Ankunft erregte bei vielen  große Freude, und der Phraklang und andere hohe Personen waren lange damit beschäftigt, sich die besten Maßnahmen für die Folter auszudenken und sie [die Gefangenen, d. Üb.] zu Tode zu bringen.

Wir waren enttäuscht, den König nicht sehen zu können. …Neun seiner Söhne und Enkelsöhne waren im Käfig; die meisten erwachsen, doch waren auch zwei Kinder dabei, die bei uns einen tiefen Eindruck ob ihrem bemitleidenswerten Zustand hinterließen. Alle hatten Ketten um ihren Nacken und ihre Beine. …

Gleich daneben waren die Folterinstrumente in schrecklicher Weise ausgestellt. Ein großer Eisenkessel zum Erhitzen von Öl, das auf den König gegossen werden sollte, nachdem man ihn geschnitten und mit Messern verstümmelt hatte! Rechts des Käfigs ist eine Art Galgen errichtet, mit einer Kette am oberen Balken, an der ein großer Haken hängt. Der König soll hier nach dem Ende seiner Qualen am Haken aufgehängt werden. Vor dem Käfig liegen eine Reihe von dreieckigen Hebezeugen, die von drei Pfählen gebildet sind, die am oberen Ende zusammengefügt werden und am Boden so verankert sind, dass sie eine stabile Basis haben. Ein Speer erhebt sich vom Boden, etwa einen Fuß oder mehr lang. Die beiden Frauen des Königs, seine Söhne, Enkel etc., insgesamt vierzehn, werden auf ihnen fixiert wie auf einem Stuhl. Rechts des Käfigs sind noch ein hölzerner Mörser und ein Meißel, mit dem die Kinder zertrümmert werden sollen.“

Anuvong wird heute von laotischen Nationalisten als Idol verehrt, weil er den Aufstand gegen das übermächtige Siam (heute Thailand) gewagt hatte. Seine Geschichte wird ins Heldenhafte stilisiert und ist Gegenstand großer Emotionen. Er wird als Vater der laotischen Nation verehrt. Dies ist jedoch eine Verkennung der seinerzeitigen politischen Situation, die den Gedanken an eine "Nation Laos" noch nicht zuließ. Das Reich Vientiane, wie auch Luang Phrabang und vorher Champasak, war ein von seinen mächtigeren Nachbarn abhängiges Gebiet. Die Revolte Anuvongs ist damit ein Aufbäumen innerhalb des südostasiatischen Mandala-Systems, das erst viel später in Nationen übergehen sollte.

## Nachkommen
Anuvong hatte zahlreiche Nachkommen, insgesamt 27 Söhne und 7 Töchter.
1. Generalleutnant Prinz (Sadet Chao Fa Jaya) Sudhisara Suriya (Sonthesan Sua oder Poh), * 1797, hoher Militär und Kriegsminister des Königreichs Vientiane
2. General Prinz (Sadet Chao Fa Jaya) Nagaya (Ngaow), * 1802, Oberbefehlshaber der Armee von Vientiane 1827 bis 1828
3. Generalleutnant Prinz (Sadet Chao Fa Jaya) Yuva (Yoh), Maha Uparat (Vizekönig) von Champasak
4. Prinz (Sadet Chao Fa Jaya) Deva (Teh), wurde von den Siamesen am 23. Oktober 1828 nach Bangkok exiliert
5. Prinz (Sadet Chao Fa Jaya) Barna (Banh), begleitete König Anuvong 1827 nach Annam, wurde von den Siamesen am 23. Oktober 1828 nach Bangkok exiliert
6. Prinz (Sadet Chao Fa Jaya) Duang Chandra (Duang Chanh), wurde von den Siamesen am 23. Oktober 1828 nach Bangkok exiliert
7. Prinz (Sadet Chao Fa Jaya) Kiminhiya (Khi Menh), Uparat (Vizekönig) von Vientiane
8. Generalmajor Prinz (Sadet Chao Fa Jaya) Kamabinga (Kham Pheng)
9. Generalmajor Prinz (Sadet Chao Fa Jaya) Oanaya (Pane), starb mit seinem Vater am 26. Januar 1829 in Bangkok
10. Prinz (Sadet Chao Fa Jaya) Suvarna Chakra (Suvannachak)
11. Prinz (Sadet Chao Fa Jaya) Jayasara (Sayasane)
12. Prinz (Sadet Chao Fa Jaya) Suriya (Suea)
13. Prinz (Sadet Chao Fa Jaya) Maen, begleitete seinen Vater im Oktober 1827 nach Annam, ihm wurde am Hof von Huế seit 1832 Zuflucht gewährt
14. Prinz (Sadet Chao Fa Jaya) Jangaya (Chang), starb mit seinem Vater am 26. Januar 1829 in Bangkok
15. Prinz (Sadet Chao Fa Jaya) Ungagama (Ung Kham)
16. Prinz (Sadet Chao Fa Jaya) Khatiyara (Khattignah), begleitete seinen Vater vom Oktober 1827 bis Juni 1828 nach Annam
17. Prinz (Sadet Chao Fa Jaya) Buddhasada (Phuthasath), begleitete seinen Vater vom Oktober 1827 bis Juni 1828 nach Annam
18. Prinz (Sadet Chao Fa Jaya) Tissabunga (Disaphong)
19. Prinz (Sadet Chao Fa Jaya) Dhanandra (Theman), ließ sich 1841 in Nakhon Phanom nieder, heiratete die Tochter des Gouverneurs von Nong Khai; seine Tochter Kheo Kumarn heiratete ca. 1827 König Rama III. von Siam, mit dem sie einen Sohn hatte
20. Prinz (Sadet Chao Fa Jaya) Hien Noi, begleitete seinen Vater zwischen Oktober 1827 und Juni 1828 nach Annam
21. Prinz (Sadet Chao Fa Jaya) Ong-La begleitete seinen Vater zwischen Oktober 1827 und Juni 1828 nach Annam
22. Prinz (Sadet Chao Fa Jaya) Phui, er erhielt 1832 Zuflucht am Hofe von Hue
23. Prinz (Sadet Chao Fa Jaya) Chang (ein anderer als der oben erwähnte), er erhielt 1832 Zuflucht am Hofe von Hue
24. Prinz (Sadet Chao Fa Jaya) Khi, er erhielt 1832 Zuflucht am Hofe von Hue
25. Prinz (Sadet Chao Fa Jaya) Anura (Nu), begleitete seinen Vater zwischen Oktober 1817 und Juni 1828 nach Annam, wo er am Hofe von Hue 1832 Zuflucht erhielt
26. Prinz (Sadet Chao Fa Jaya) Thuan
27. Prinz (Sadet Chao Fa Jaya) Di
28. Prinzessin (Sadet Chao Fa Jaya Nang) Nujini (Nu Chin)
29. Prinzessin (Sadet Chao Fa Jaya Nang) Sri, heiratete 1812 den dritten Sohn von König Rama I. von Siam, Chuya (1772–1817), und starb in Bangkok
30. Prinzessin (Sadet Chao Fa Jaya Nang) Chandrajumini (Chantarachome), heiratete ca. 1821 König Rama III. von Siam
31. Prinzessin (Sadet Chao Fa Jaya Nang) Gamavani (Kham Vanh), am 23. Oktober 1828 von den Siamesen nach Bangkok exiliert
32. Prinzessin (Sadet Chao Fa Jaya Nang) Jangami (Siang Kham)
33. Prinzessin (Sadet Chao Fa Jaya Nang) Gamabangi (Kham Pheng), am 23. Oktober 1828 von den Siamesen nach Bangkok exiliert
34. Prinzessin (Sadet Chao Fa Jaya Nang) Buyi (Nang Nu), begleitete ihren Vater zwischen Oktober 1817 und Juni 1828 nach Annam, am 23. Oktober 1828 von den Siamesen nach Bangkok exiliert, heiratete am 12. November 1828 König Rama III. in Bangkok